# Her von welken Nächten
Her von welken Nächten ist das dritte Album der österreichischen Dark-Metal-Band Dornenreich.

## Hintergrund
Her von welken Nächten ist das erste Konzeptalbum der Band, wobei der inhaltliche Zusammenhang zwischen den Liedern an sich nicht sehr stark erkennbar ist, sondern mehr durch die Übergangstexte im Booklet geschaffen wird, die vor den einzelnen Liedtexten abgedruckt wurden.
Im Vordergrund der gesamten Handlung steht die Selbsterkenntnis eines Menschen und seine damit verbundene Menschwerdung. Sie beginnt damit, dass das „Menschwesen“, bei dem es sich um den Protagonisten handelt, sich nachts in einem traumähnlichen Waldszenario – der „welken Nacht“ – wiederfindend erwacht und vor dem Problem der Selbsterkenntnis steht.
Am Ende gelingt dem Protagonisten die Selbsterkenntnis, wobei sich narzisstische Züge erkennen lassen, welche jedoch besser seien, als in Einsamkeit und Depression zu versinken. Die Natur wird hierbei öfter personifiziert und der Tod tritt am Ende als das letzte Publikum auf, wenn die Zeit das Interesse an dem Wesen verliert.

## Aufmachung
Das Cover ist – vergleichbar mit den vorherigen Veröffentlichungen – wieder spärlich aufgemacht, das Artwork zeigt nur eine helle, menschliche Gestalt vor einem dunklen Hintergrund. Darüber steht der Albumname. Der Bandname ist nur auf der Rückseite mit der Titelliste angegeben. Die Bedruckung der CD zeigt kein Motiv, sondern nur den in schwarzer Großschrift aufgedruckten Satz „Gänsehaut statt Gänsemarsch“ auf komplett weißem Hintergrund.
Verglichen mit den beiden Vorgängeralben Nicht um zu sterben und Bitter ist’s dem Tod zu dienen, steht Jochen Stocks Stimme deutlich mehr im Vordergrund als bisher.

## Titelliste
1. Eigenwach – 6:44
2. Ich bin aus mir – 6:13
3. Wer hat Angst vor Einsamkeit? – 6:19
4. Grell und dunkel strömt das Leben – 5:00
5. Innerwille ist mein Docht – 5:51
6. Hier weht ein Moment – 6:30
7. Schwarz schaut tiefsten Lichterglanz – 7:29
8. Trauerbrandung – 6:16
9. Mein Publikum – der Augenblick – 8:30